# Stay Gold
Stay Gold je třetí studiové album švédského folkového dua First Aid Kit. Album bylo vydáno 6. června 2014.

## Seznam skladeb
Autorem všech skladeb je Klara Söderberg a Johanna Söderberg, pokud není uvedeno jinak.
| Pořadí | Název              | Délka |
| ------ | ------------------ | ----- |
| 1.     | My Silver Lining   | 3:35  |
| 2.     | Master Pretender   | 3:47  |
| 3.     | Stay Gold          | 4:11  |
| 4.     | Cedar Lane         | 4:43  |
| 5.     | Shattered & Hollow | 4:04  |
| 6.     | The Bell           | 3:28  |
| 7.     | Waitress Song      | 4:04  |
| 8.     | Fleeting One       | 3:14  |
| 9.     | Heaven Knows       | 3:18  |
| 10.    | A Long Time Ago    | 4:01  |